# Dolok Jior
Dolok Jior is een bestuurslaag in het regentschap Toba Samosir van de provincie Noord-Sumatra, Indonesië. Dolok Jior telt 598 inwoners (volkstelling 2010).